# Sd.Kfz. 250

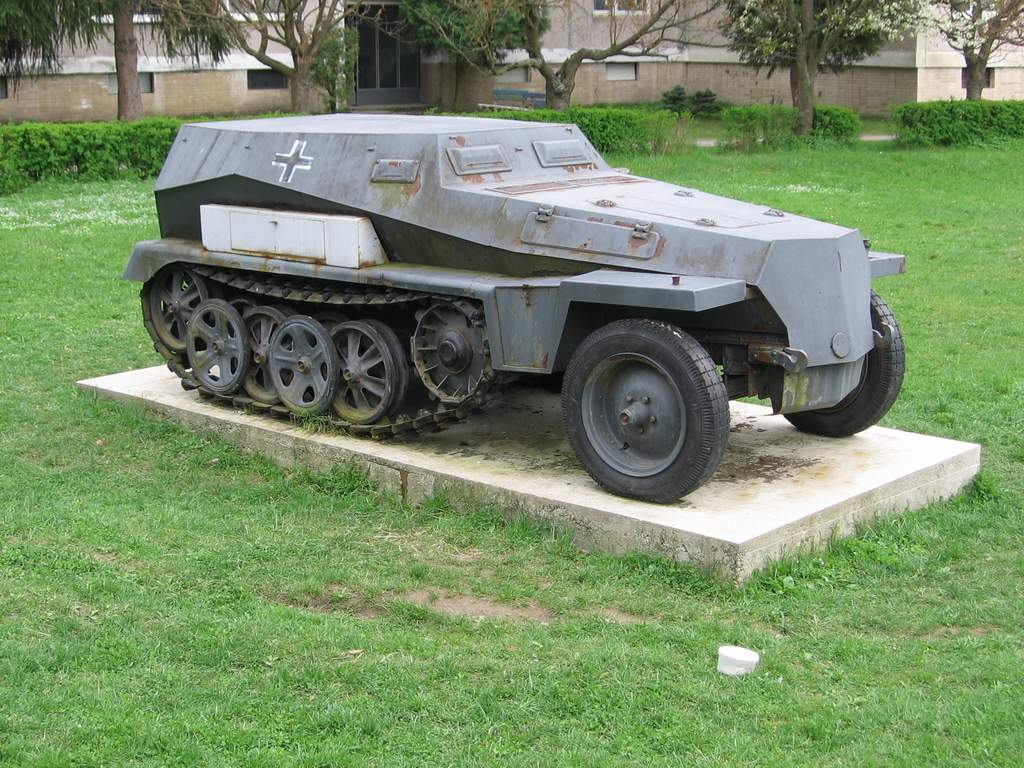
Sd.Kfz. 250

De Sd.Kfz. 250 was een Duits half-trackpantservoertuig gebruikt in de Tweede Wereldoorlog dat afgeleid was van de ongepantserde Sd.Kfz. 10. De Sd.Kfz. 250 werd vooral gebruikt om verkenningstroepen te vervoeren.

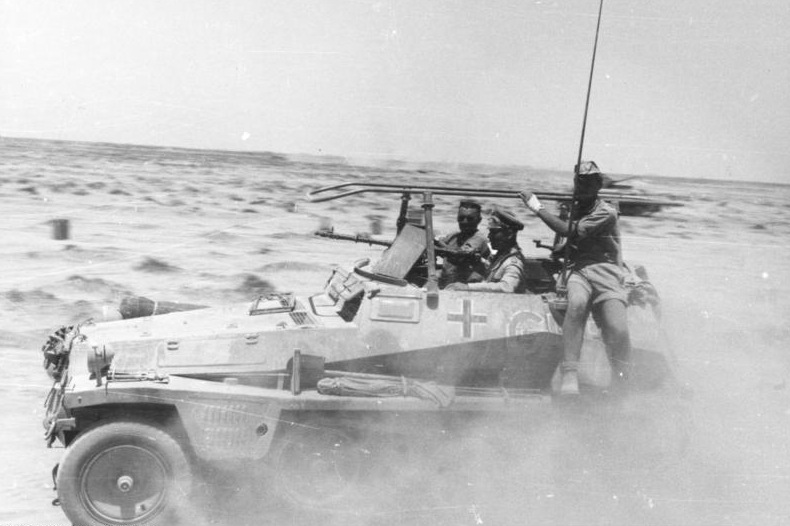
Erwin Rommel te midden van oprukkende eenheden in zijn Sd.Kfz. 250 commandovoertuig "GREIF".

In 1943 werd er een nieuwere versie van de Sd.Kfz. 250 gebouwd. Die had de bijnaam neu (nieuw), de oudere versie kreeg de naam alte (oud). De nieuwe versie was lichter en had nog maar negen pantserplaten terwijl de oude er negentien had, wat de productie sterk vereenvoudigde. Er waren ook aangepaste Sd.Kfz. 250's in gebruik als commandovoertuigen. Generaal Rommel gebruikte er een als mobiele commandopost in Afrika. Deze had als individuele naam Greif.

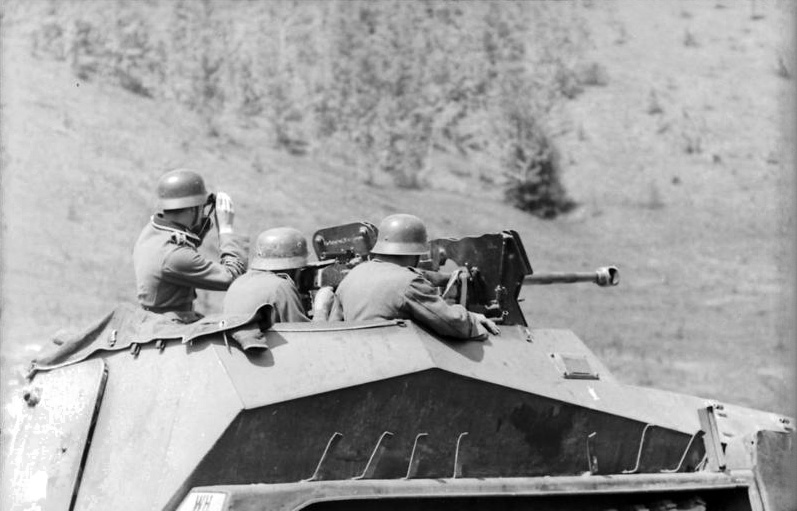
Duitse soldaten vuren het 2,8 cm sPzB 41 zware antitankgeweer op de Sd.Kfz. 250/11. Het voertuig was toegewezen aan de elite-eenheid Divisie Großdeutschland die betrokken was in de strijd aan het Oostfront.

## Varianten
Er zijn veel varianten van de Sd.Kfz. 250.
- Sd.Kfz. 250/2
- Sd.Kfz. 250/3
- Sd.Kfz. 250/4
- Sd.Kfz. 250/5
- Sd.Kfz. 250/6
- Sd.Kfz. 250/7
- Sd.Kfz. 250/8
- Sd.Kfz. 250/9
- Sd.Kfz. 250/10
- Sd.Kfz. 250/11
- Sd.Kfz. 250/12
- Sd.Kfz. 252 (munitievoertuig)
- Sd.Kfz. 253 (artillerie-observatievoertuig)

## Technische informatie
Sd.Kfz. 250 alte
- Massa: 5,8 ton.
- Lengte: 4,56 meter.
- Breedte: 1,95 meter.
- Hoogte: 1,66 meter.
- Bepantsering:
- voorkant 10 tot 14,5 mm
- zijkant 8 mm
- achterkant 8 mm
- bovenkant 8 mm of open.
- Productie: begon in juni 1941 en eindigde in oktober 1943, er zijn er 4.250 geproduceerd.

Sd.Kfz. 250 neu
- Massa: 5,38 ton.
- Lengte: 4,61 meter.
- Breedte: 1,95 meter.
- Hoogte: 1,66 meter.
- Bepantsering:
- voorkant 10 tot 15 mm
- zijkant 8 mm
- achterkant 8 mm
- bovenkant 6 of open
- productie: begon in 1943 en liep tot 1945, er zijn 2.378 exemplaren geproduceerd.

## Bron
- Sd.Kfz. 250 op TracesOfWar.nl